# Ujeżdżenie

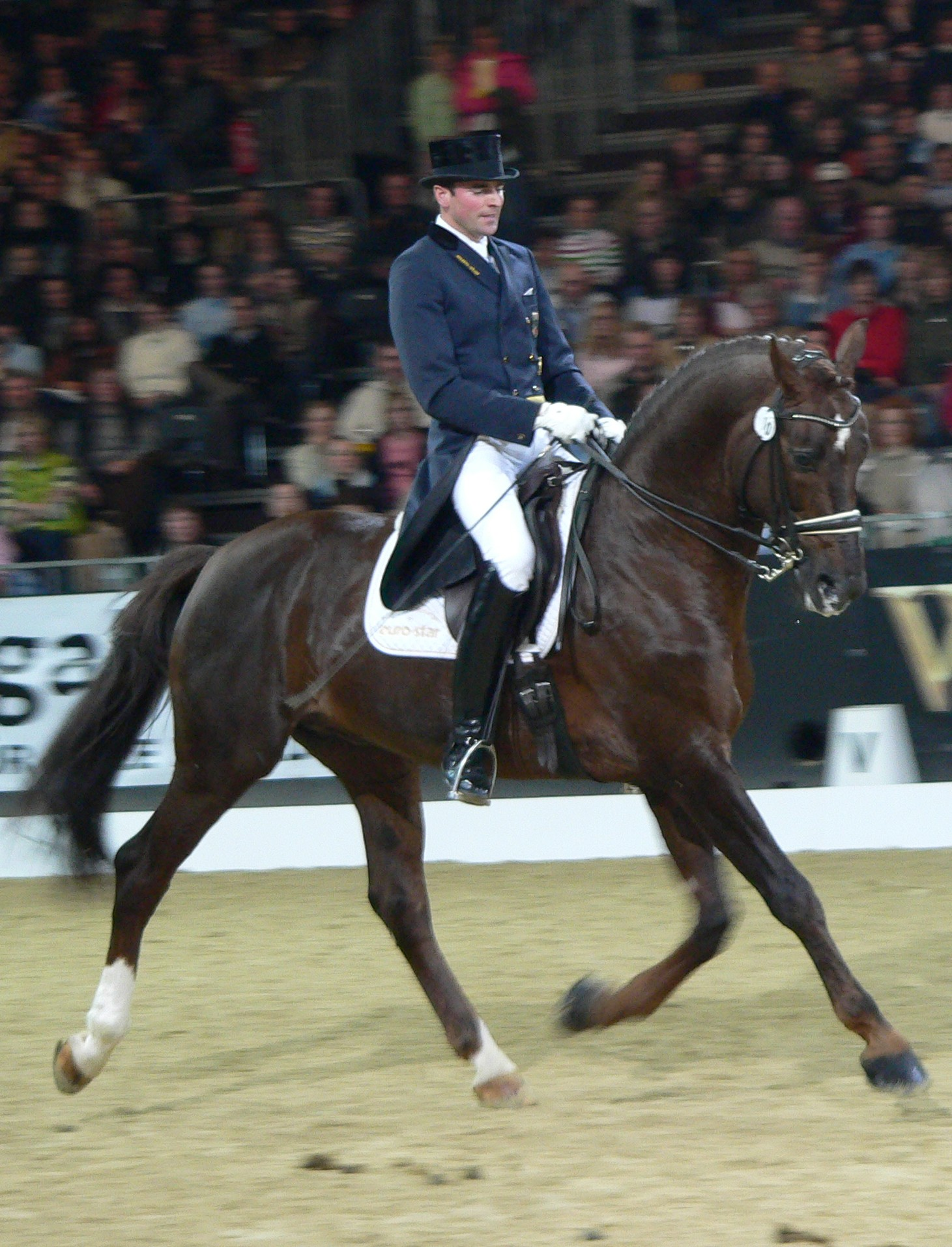
Ujeżdżenie – kłus wyciągnięty

Piaff

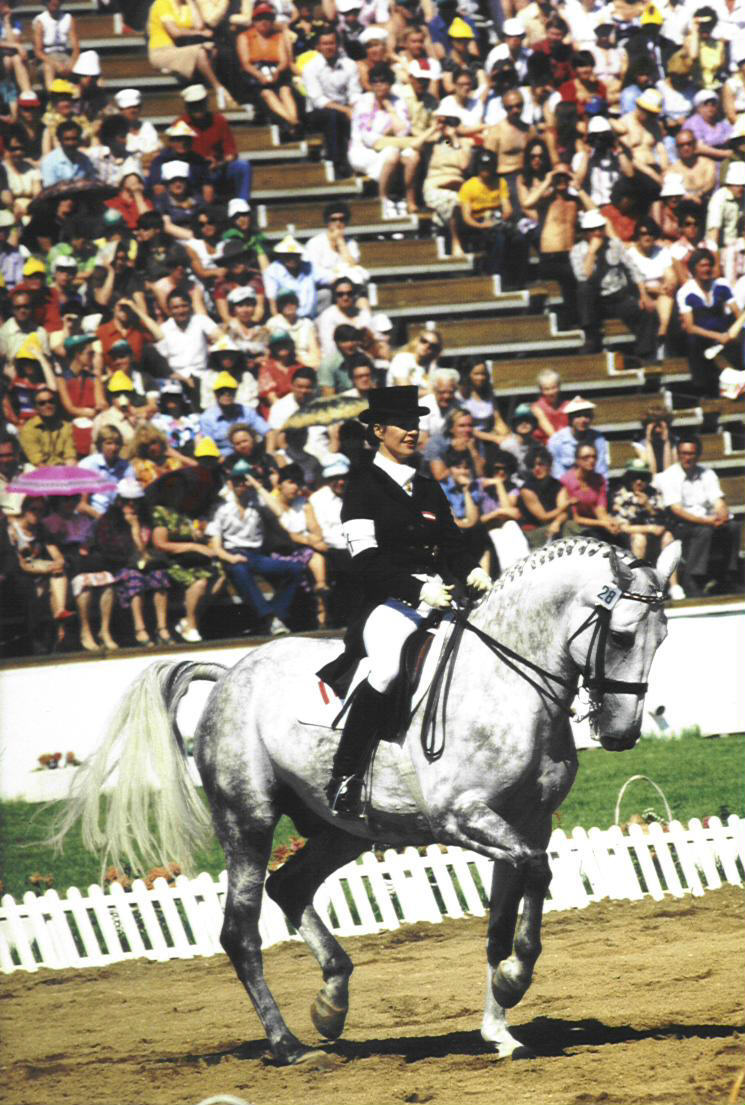
Ujeżdżenie na Letnich Igrzyskach Olimpijskich w 1980 – Elisabeth Max-Theurer (AUT) i koń Mon Cherie

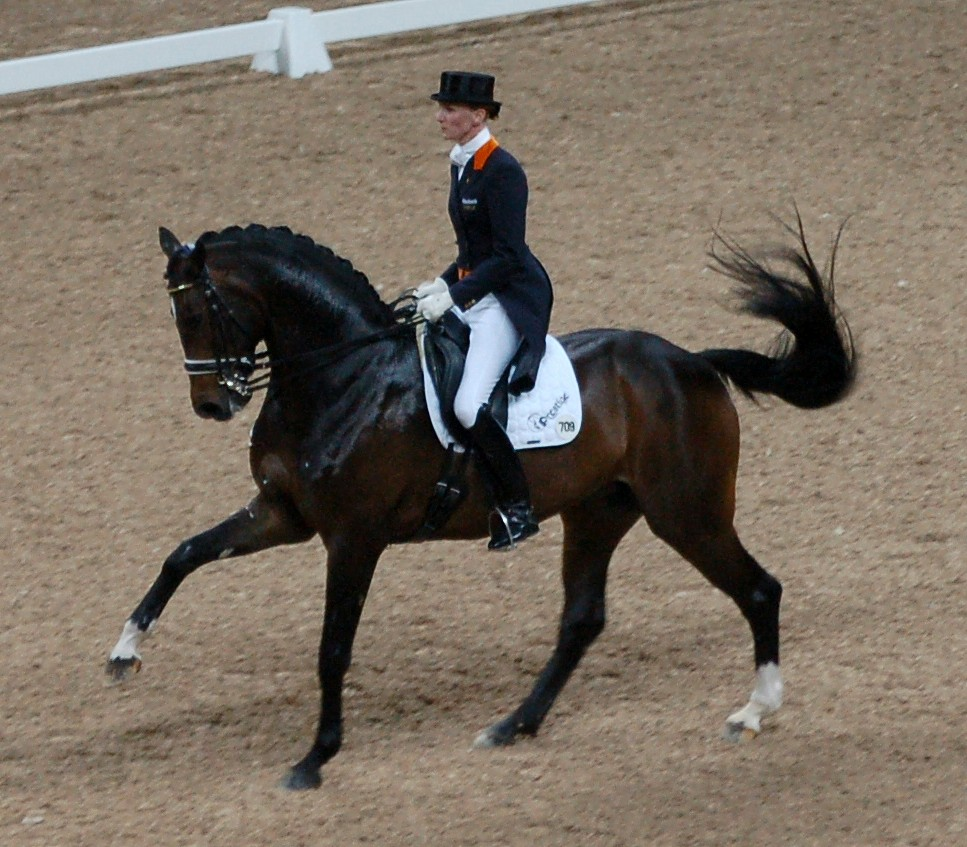
Lotna zmiana nogi w galopie – Imke Schellekens-Bartels (NL) i klacz Sunrise

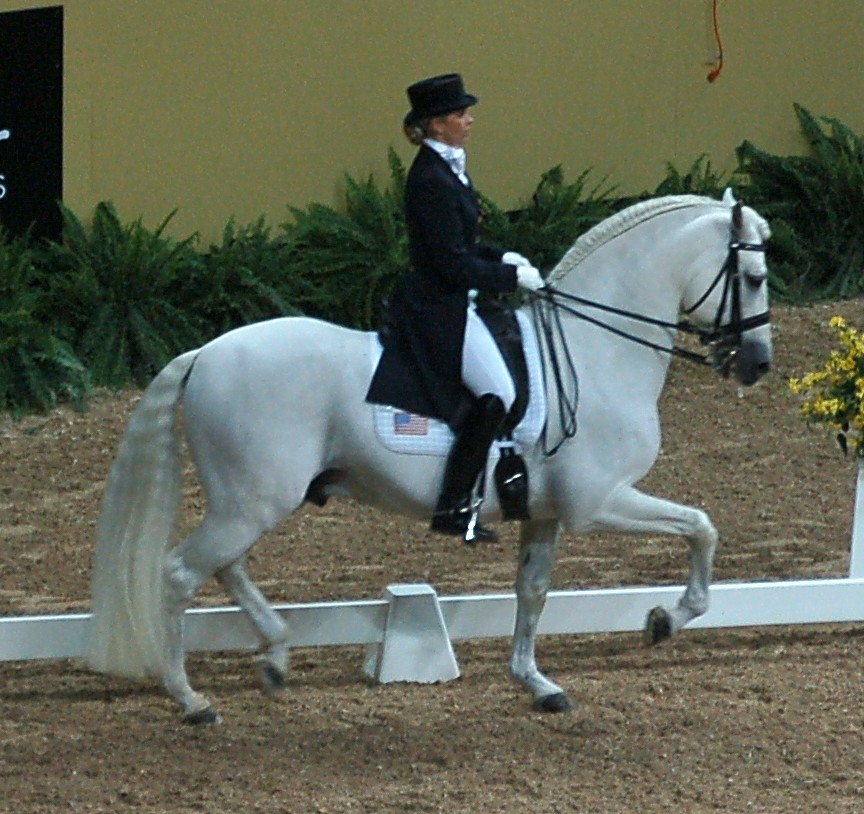
Kristina Harrison-Naness (USA) i ogier andaluzyjski Rociero XV w kłusie zebranym

Ujeżdżenie, dresaż (z fr. dressage, tresura) – olimpijska konkurencja jeździectwa wspierana przez Międzynarodową Federację Jeździecką (FEI). W nowoczesnym ujeżdżeniu jeździec i koń wykonują serię określonych wcześniej ruchów, zwanych figurami, na czworokątnej arenie, zwanej czworobokiem. Znajomość podstaw tej dyscypliny jest konieczna przy uprawianiu innych dyscyplin jeździeckich, na przykład skoków. Ujeżdżenie jest też jedną z trzech prób, jakie obejmuje wszechstronny konkurs konia wierzchowego.

## Historia dyscypliny
Zainteresowanie rozwijaniem naturalnych możliwości konia sięga starożytności. W XVI wieku powstała klasyczna szkoła jazdy, w której najpierw szkolono konia „z ziemi” przy pomocy długich wodzy. W XIX wieku popularność zyskało ujeżdżenie, na którego kształtowanie wpływ mieli jeźdźcy z Hiszpańskiej Szkoły Jazdy w Wiedniu oraz Cadre Noir we Francji.
Pierwsze zawody zorganizowano w 1873 w Bratysławie w celu utrwalenia schematu klasycznego jeździectwa i przedstawienia najważniejszych celów treningu młodego konia wierzchowego. Od 1963 rozgrywane są Mistrzostwa Europy, a od 1966 Mistrzostwa Świata.
Od początku lat 80. XX wieku wprowadzono programy dowolne z muzyką (tzw. Kür). Jeździec wykonuje w nich własny program ułożony z określonego zestawu ruchów i figur (w zależności od klasy trudności programu) z odpowiednio dobranym podkładem muzycznym; program dowolny zawiera jednakże określone elementy obowiązkowe.

## Cele ujeżdżenia
Celem ujeżdżenia jest harmonijny rozwój naturalnych możliwości i zdolności konia zrównoważonego, elastycznego, dobrze i szybko reagującego na polecenia. Szkolenie konia powinno prowadzić do doskonalenia jego naturalnej równowagi, zachowania elastyczności ruchów oraz wyrobienia posłuszeństwa i chęci współpracy z jeźdźcem. Koń i jeździec powinni reprezentować wspólnie harmonię i elegancję, płynność ruchów, spokój, równowagę i wzajemne porozumienie. Wyszkolenie konia ujeżdżeniowego wymaga cierpliwości, wyczucia jego psychiki i wielu lat treningu.
Koń powinien pozwolić jeźdźcowi wygodnie siedzieć, reagując posłusznie i z zaufaniem na pomoce pozostając całkowicie wyprostowany w ruchu po liniach prostych i odpowiednio wygięty przy jeździe po łukach. Powinien sprawiać wrażenie, że wykonuje stawiane mu zadania z własnej woli.
Do ujeżdżenia wykorzystuje się prawie wszystkie współczesne rasy konia gorącokrwistego, choć najczęściej obserwuje się konie hanowerskie i lipicańskie.

## Zawody w ujeżdżeniu

### Konkursy
Konkursy ujeżdżenia odbywają się w skali międzynarodowej i krajowej. Konkursy krajowe podzielone są na klasy (według stopnia trudności): L, P, N, C, CC i CS. Każda klasa dzieli się na programy opisujące obowiązkowe ruchy, jakie zawodnik i koń powinni wykonać na czworoboku. Zawody organizowane przez FEI w ramach mistrzostw świata, kontynentu, a także igrzysk olimpijskich rozgrywane są w formule konkursów Grand Prix, Grand Prix Special i Grand Prix Kur (dowolny).
We wszystkich klasach, jeździec i koń prezentują figury i chody (zebrane, robocze, pośrednie, wyciągnięte): stęp, kłus i galop, płynne przejścia pomiędzy chodami oraz zmiany tempa. W zależności od poziomu trudności konkursu, obecne są też inne elementy programu, na przykład ciąg, lotna zmiana nogi (co cztery/trzy/dwie/jedno foule), pasaż, piaff, piruet. "Wszystkie ruchy konia winny być wykonane przy użyciu niewidocznych pomocy i bez widocznego wysiłku ze strony zawodnika". Konkursy w niższych klasach oceniane są przez jednego sędziego; w klasach wyższych oceny wystawia trzech lub pięciu sędziów. Sędzia ocenia zawodnika na 10-punktowej skali. Ocena końcowa zawodnika jest sumowana i podawana w procentach; zwycięża ten, którego wynik jest najwyższy. Kobiety współzawodniczą z mężczyznami.

### Areny zawodów
Konkursy w ujeżdżeniu rozgrywane są na piaszczystym (czasem trawiastym) czworoboku o wymiarach 20 × 40 m (niższe klasy) lub 20 × 60 m (wyższe klasy). Czworobok jest oznaczony 12 tablicami z literami, które umieszczone są na ogradzających plac szrankach (niskich białych płotkach). Litery wskazują miejsca wykonania figur (koła, wolty, ósemki, wężyki i serpentyny) i innych elementów programu. Po wjeździe na czworobok, zawodnika obowiązuje ukłon.

### Strój i rząd
Strój zawodnika i rząd konia określają przepisy jeździeckie. W zawodach wyższej rangi, strój zawodnika składa się obowiązkowo z: czarnego lub granatowego fraka (na zawodach regionalnych i do klasy CC może to być marynarka), cylindra, białych lub kremowych bryczesów, plastronu lub krawata, rękawiczek, długich czarnych butów i ostróg.
Ochronne nakrycie głowy (kask jeździecki) jest dozwolone we wszystkich klasach i obowiązkowe dla juniorów. Jeźdźcy uprawnieni do noszenia munduru mogą w nim występować na zawodach, zamiast ukłonu obowiązuje wówczas salutowanie. W niższych klasach wymagane jest kiełznanie wędzidłowe lub bezwędzidłowe w klasie LL, w wyższych – munsztukowe. Obowiązuje siodło ujeżdżeniowe, czyli o wydłużonych tybinkach, do jazdy na długich puśliskach. Używanie bata (tylko ujeżdżeniowego – do 120 cm dla koni i 100 cm dla kuców) jest dozwolone jedynie na zawodach krajowych. Nie dopuszcza się stosowania wytoków, napierśników i innych środków pomocniczych, nawet ochraniaczy nóg końskich czy bandaży. Koń musi być zadbany i czysty, a jego grzywa zapleciona.

## Dyscyplina dla niepełnosprawnych

Piktogram jeździectwa paralimpijskiego

Dyscyplina ujeżdżenia, jako jedyna dyscyplina jeździecka, od roku 1996 stanowi część igrzysk paralimpijskich. Od roku 2006 dyscyplina ujeżdżenia dla osób niepełnosprawnych jest także regulowana przez FEI, która jest jedyną międzynarodową federacją sportową nadzorującą obie odmiany konkurencji. Organizowane są krajowe i międzynarodowe zawody w parajeździectwie. Podobnie, jak w dyscyplinie powożenia, zasady rozgrywania konkursów pozostają niezmienione, a współzawodnicy są dobierani w grupy w zależności od ich siły i sprawności fizycznej dla sprawiedliwej konkurencji. Zgłoszenia rozpatrywane są przez FEI indywidualnie i na ich podstawie dopuszcza się używanie dodatkowych pomocy.

## Mistrzowie
Jedną z najbardziej utytułowanych zawodniczek światowej czołówki w ujeżdżeniu jest Holenderka Anky van Grunsven, która zdobyła złoto na igrzyskach olimpijskich w Sydney (2000), w Atenach (2004) i w Pekinie (2008).
Dyscyplina ujeżdżenie nie ma w Polsce długoletniej tradycji. Jej rozwijanie rozpoczęło się w 1932. W kraju istniała populacja koni z predyspozycjami do dresażu, brakowało jednak bazy i wiedzy na temat zasad i prawideł szkoleniowych. Znaczący rozwój nastąpił na początku lat 90. XX w. Dzięki kontaktom zagranicznym, oraz współpracy z doświadczonymi trenerami goszczącymi w Polsce widoczny stał się postęp w umiejętnościach zarówno zawodników, jak i koni.
W Polsce do czołówki należą:
- Anna Bienias[2]
- Aleksandra Szulc - mistrzyni Polski seniorów z 2016, trener ujeżdżenia, uczestniczka Mistrzostw Europy Seniorów w Göteborgu w 2017 oraz Mistrzostw Świata Młodych Koni w Ermelo
- Justyna Dysarz (8 złotych, 8 srebrnych i 6 brązowych medali imprez mistrzowskich)[9]
- Katarzyna Milczarek (wielokrotna mistrzyni Polski, w roku 2009 wygrała konkursy Grand Prix oraz Grand Prix Kur w Pucharze Świata)[10]
- Małgorzata Morsztyn (1995-1998 zdobyła medale mistrzostw Polski; w roku 1999 zajęła I miejsce Halowych Mistrzostw Polski, II miejsce mistrzostw Polski; w roku 2000 zdobyła I miejsce mistrzostw Polski[potrzebny przypis]; w roku 2001 wzięła udział w finale Pucharu Świata w ujeżdżeniu, zajęła 11-ste miejsce)[2]
- Michał Rapcewicz (dwukrotny mistrz Polski 2007, 2008 i brązowy medalista 2006, olimpijczyk 2008)[2][11]
- Żaneta Skowrońska (wielokrotna medalistka mistrzostw Polski: Młodych Jeźdźców 2000, Seniorów 2001, 2002; wicemistrzyni 2003, 2006; medal brązowy 2004, 2005 i 2007)[12]
- Tomasz Kowalski (wielokrotny medalista Mistrzostw Polski, wybitny szkoleniowiec, który doprowadził kilkunastu polskich jeźdźców do medali Mistrzostw Polski)[13]
- Teresa Tomaszewska (wielokrotna medalistka mistrzostw Polski)
- Olena Pilkiewicz (wielokrotna mistrzyni ujeżdżenia)[14]
- Nina Smirnowa (wielokrotna mistrzyni ujeżdżenia, trener sportowy)[potrzebny przypis].